# Dylan Tavares
Dylan Tavares dos Santos (Ginebra, Suiza, 30 de agosto de 1996) es un futbolista caboverdiano. Juega de defensa y su equipo es el F. C. Sochaux-Montbéliard del Championnat National de Francia.

## Trayectoria
El 29 de mayo de 2022 fichó por el S. C. Bastia francés. En tres temporadas en este equipo jugó más de sesenta partidos de la Ligue 2 y el 30 de junio de 2025 firmó por dos años con el F. C. Sochaux-Montbéliard.

## Selección nacional
Nació en Ginebra y es descendiente caboverdiano. Debutó con la selección de Cabo Verde el 7 de octubre de 2020 ante Andorra por un encuentro amistoso. Fue citado a la Copa Africana de Naciones 2021.

### Participaciones en Copa Africana de Naciones
| Copa                           | Sede            | Resultado        |
| ------------------------------ | --------------- | ---------------- |
| Copa Africana de Naciones 2021 | Camerún         | Octavos de final |
| Copa Africana de Naciones 2023 | Costa de Marfil | Cuartos de final |

## Clubes
| Club                       | País    | Año           |
| -------------------------- | ------- | ------------- |
| Étoile Carouge             | Suiza   | 2013-2014     |
| Stade Nyonnais             | Suiza   | 2014-2015     |
| Étoile Carouge             | Suiza   | 2016          |
| Servette F. C. sub-21      | Suiza   | 2016-2017     |
| Yverdon-Sport F. C.        | Suiza   | 2017-2018     |
| F. C. Stade Lausanne-Ouchy | Suiza   | 2018-2021     |
| Neuchâtel Xamax F. C.      | Suiza   | 2021-2022     |
| S. C. Bastia               | Francia | 2022-2025     |
| F. C. Sochaux-Montbéliard  | Francia | 2025-presente |